# David Posselt

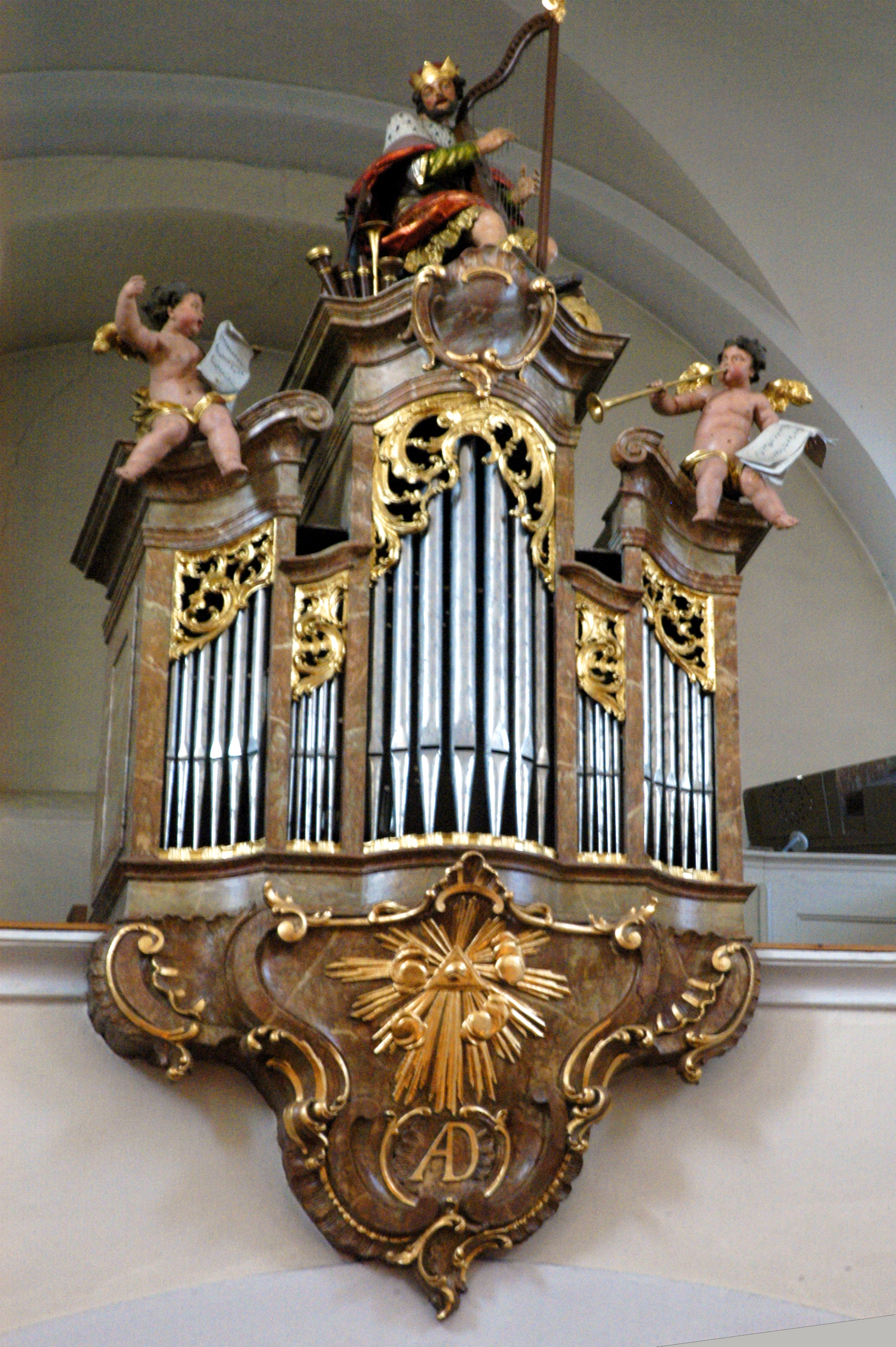
Pfarrkirche Eggendorf am Walde

David Posselt war ein österreichischer Orgelbauer, der im letzten Drittel des 18. Jahrhunderts in Niederösterreich wirkte.

## Leben und Werk
Biografische Details sind kaum bekannt. Posselt war als Orgelbauer in Wien und Umgebung tätig und wird als „Wiener Orgelmacher“ bezeichnet. Vermutet wird, dass er nicht bürgerlicher Meister war, sondern für verschiedene Auftragsarbeiten jeweils eine behördliche Genehmigung erhielt. Von seinen Orgeln sind nur Teile erhalten, so der kunstvolle Prospekt in Eggendorf am Walde im Stil des ausgehenden Barock. Das Werk wurde in der Vergangenheit allerdings als „mäßig gute Orgel“ beurteilt.

## Werkliste (Auswahl)
Kursivschreibung gibt an, dass die Orgel nicht oder nur noch das historische Gehäuse erhalten ist. In der fünften Spalte bezeichnet die römische Zahl die Anzahl der Manuale und ein großes „P“ ein selbstständiges Pedal. Die arabische Zahl gibt die Anzahl der klingenden Register an. Die letzte Spalte bietet Angaben zum Erhaltungszustand oder zu Besonderheiten. Kursivschreibung gibt an, dass die Orgel nicht oder nur noch das historische Gehäuse erhalten ist.
| Jahr  | Ort              | Kirche                         | Bild | Manuale | Register | Bemerkungen                                                                         |
| ----- | ---------------- | ------------------------------ | ---- | ------- | -------- | ----------------------------------------------------------------------------------- |
| 1766  | Maissau          | Pfarrkirche Eggendorf am Walde |      | I       | 6        | Brüstungsorgel, Prospekt erhalten                                                   |
| 17??  | Wien             | Burg in Wiener Neustadt        |      | II/P    | 14       | Neubau für 600 fl., für den die alte Orgel in Zahlung gegeben wurde; nicht erhalten |
| 1771  | Wien             | Lichtentaler Pfarrkirche       |      |         |          | Reparatur der Orgel von 1714; 1772 ersetzt                                          |
| 1772  | Hausleiten       | Kapelle hl. Aloysius           |      |         |          | Neubau; Prospekt erhalten; Orgel rekonstruiert                                      |
| 1772? | Sieghartskirchen | Pfarrkirche Sieghartskirchen   |      |         |          | 1780 Umsetzung in die Filialkirche St. Valentin in Röhrenbach                       |
| 1772  | Erdberg          | Pfarrkirche Erdberg (Poysdorf) |      |         |          | Neubau, für den 325 fl. bezahlt und das alte Positiv in Zahlung gegeben wurde       |